# 40 Wall Street
40 Wall Street (inicialment el Bank of Manhattan Trust Building) és un gratacel de 71 pisos i de 282,5 metres d'alçària situat a l'illa de Manhattan a New York. Concebut per H. Craig Severance i Yasuo Matsui, va ser construït entre 1929 i 1930 en només 11 mesos. Se l'anomena també el Trump Building d'ençà que el seu nou propietari, Donald Trump, el va renovar el 1996.
El 40 Wall Street va ser durant dos mesos l'immoble més alt del món, fins a l'acabament del Chrysler Building.
El 1946, en un dia de forta boira, el 40 Wall Street va ser tocat per un avió dels guarda-costes americans. L'accident va fer quatre morts.

## Competició pel títol de l'edifici més alt del món

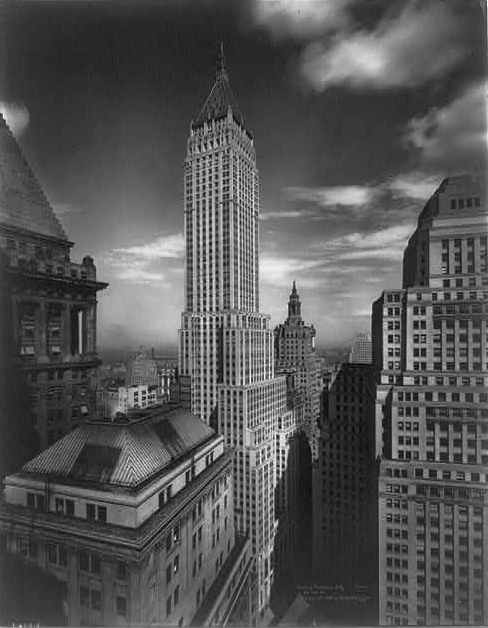
Una foto antiga del Manhattan Company Building.

La construcció del Bank of Manhattan Building al 40 de Wall Street va començar el 1928, amb una alçada original de 256 m, 41 m més alt que el proper Woolworth Building, construït el 1913. A més, l'edifici es va dissenyar perquè fos dos peus (menys d'un metre) més alt que el Chrysler, que aleshores estava en projecte i era un competidor important pel títol de l'edifici més alt del món. Per mantenir-se al capdavant de la cursa, els arquitectes del 40 Wall Street van augmentar la seva alçada de 256 m i 68 plantes a 283 m i 71 plantes, cosa que hauria fet que l'edifici esdevingués el més alt del món quan es completés al maig de 1930. No obstant això, aquest triomf va ser efímer.
Al nord, al 405 de Lexington Avenue, els promotors del Chrysler estaven pensant en com superar el 40 Wall Street. A l'octubre de 1929, el magnat Walter Chrysler va fer servir la seva arma secreta per guanyar la cursa: es va muntar clandestinament una antena d'acer inoxidable de 38 m d'alçada al cim de l'Edifici Chrysler i es va col·locar al seu lloc, cosa que va fer que arribés als 319 m, amb 77 plantes. Quan es va completar, el 28 de maig de 1930, el Chrysler va superar el 40 Wall Street i es va convertir en l'edifici més alt del món, complint el somni de Chrysler.

Diagrama amb els edificis més alts del món de 1908 a 1974

Molestos per la derrota, Shreve & Lamb, arquitectes consultors del 40 Wall Street, van escriure un article per a un diari en què afirmaven que el seu edifici era en realitat el més alt, ja que tenia la planta habitable més alta del món. Van indicar que el mirador del Bank of Manhattan Building estava uns trenta metres per sobre de la planta més alta de l'Edifici Chrysler, la coronació del qual era únicament decorativa i essencialment inaccessible. No obstant això, aquest detall es va tornar irrellevant quan el 1931 es va completar l'Empire State Building onze mesos més tard, que es va convertir en l'edifici més alt en ambdues categories, amb 381 m d'alçada fins a la terrassa i 443 m d'alçada fins a l'antena.

## Accident d'avió
La tarda del 20 de maig de 1946, un avió Beechcraft C-45F Expediter de les Forces Aèries de l'Exèrcit dels Estats Units es va estavellar al costat nord de l'edifici. L'avió es dirigia a l'Aeroport de Newark en un vol que havia enlairat des de la Base Aèria de Chennault, a Louisiana. Va xocar amb la planta 58 de l'edifici aproximadament a les 20:10 hores, creant un forat de sis per tres metres a la façana. Van morir les cinc persones a bord de l'avió, inclosa una oficial del Women's Army Corps (WAC). El fuselatge i una ala de l'avió van caure i van quedar atrapats en el retranqueig de la planta dotze. La boira i la mala visibilitat van ser les causes d'aquesta col·lisió. En el moment de l'accident, l'Aeroport LaGuardia va informar que hi havia una boira espessa que reduïa la visibilitat a 150 metres, impedint així que el pilot veiés el terreny mentre volava a l'altura de la planta 58 de l'edifici. Parts de l'avió i fragments de maó i ciment de l'edifici van caure al carrer, però cap dels dos mil treballadors de l'edifici ni cap vianant va resultar ferit.
Aquesta col·lisió al 40 Wall Street va ser la segona d'aquest tipus a la història de Nova York. La primera havia tingut lloc el juliol de l'any anterior, quan un bombarder B-25 de l'Exèrcit va xocar contra la planta 78 de l'Empire State Building. La causa d'aquest accident també va ser la boira i la mala visibilitat.
L'accident de 1946 va ser l'última vegada que un avió va xocar accidentalment contra un gratacel de Nova York fins a l'11 d'octubre de 2006, quan un petit avió pilotat pel pitcher dels New York Yankees, Cory Lidle, va xocar contra un edifici residencial de cinquanta plantes a l'Upper East Side de Manhattan.

## Decadència i renaixement

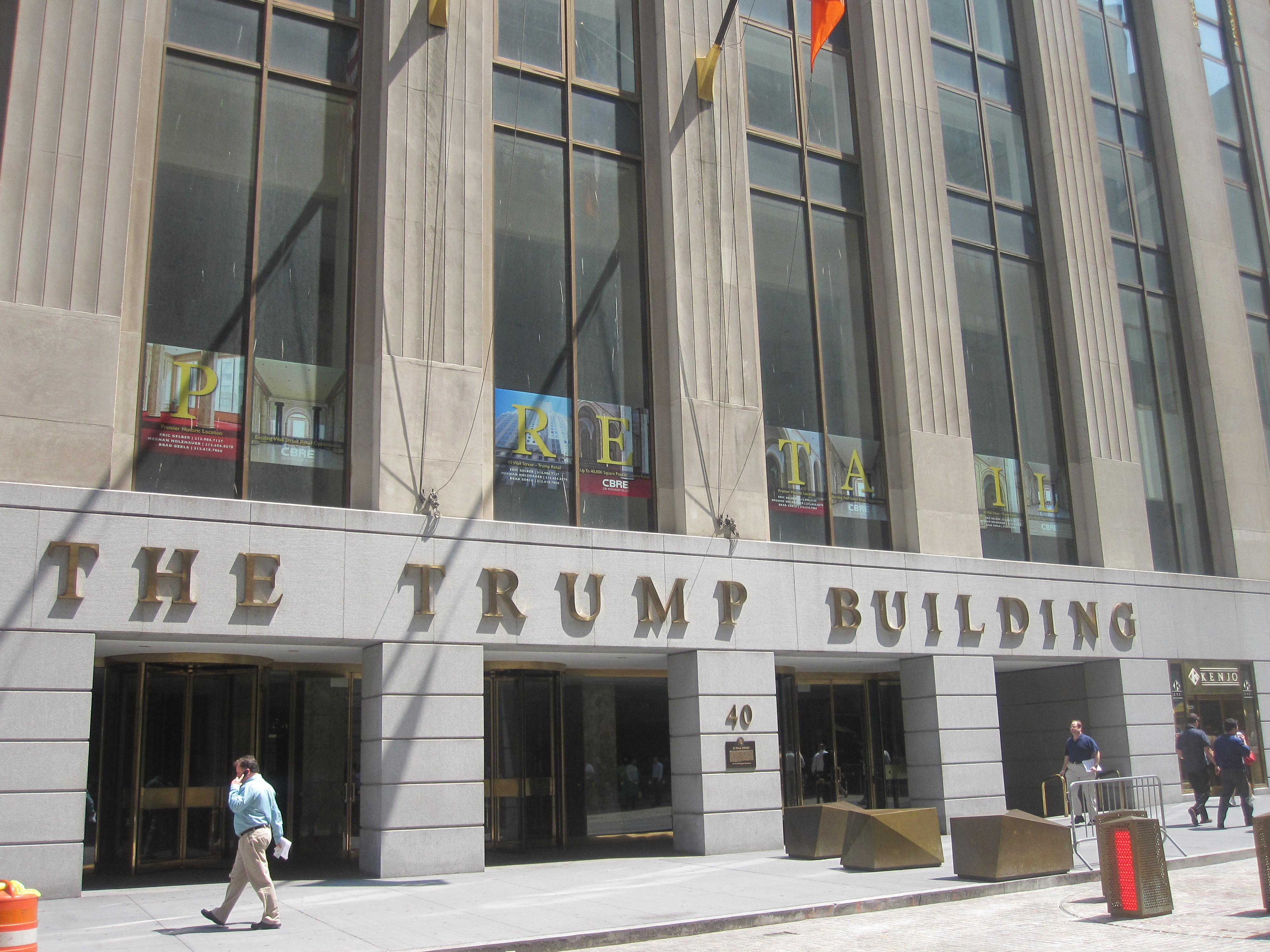
Part inferior del 40 Wall Street.

El 1982, Joseph J. i Ralph E. Bernstein van comprar el 40 Wall Street. Posteriorment, es va descobrir que actuaven en nom de Ferdinand E. Marcos, el president de Filipines. Quan Marcos va perdre el poder i es van embargar els seus béns als Estats Units, l'edifici va quedar en una situació d'incertesa.
El 1995, després d'anys d'abandonament, Donald Trump va comprar el 40 Wall Street i el va rebatejar com a The Trump Building. Volia transformar la meitat superior en espai residencial, deixant la meitat inferior com a oficines. No obstant això, el cost de la conversió en espais residencials va resultar massa elevat, i l'edifici va continuar sent 100% oficines. Va intentar vendre l'edifici el 2003, esperant ofertes de més de 300 milions de dòlars, però com que no es va concretar cap oferta, Trump en va continuar sent el propietari. En el novè episodi de la quarta temporada de la sèrie The Apprentice, emès el 17 de novembre de 2005, Trump va afirmar que només havia pagat un milió de dòlars per l'edifici, però que en realitat valia quatre-cents milions. En el programa The Billionaire Inside de CNBC, emès el 17 d'octubre de 2007, Trump va repetir que havia pagat un milió per l'edifici, però va dir que el seu valor era de sis-cents milions, dos-cents milions més que dos anys abans.
També va afirmar que havia comprat l'edifici per un milió de dòlars en el llibre de 2005 Trump Strategies for Real Estate: Billionaire Lessons for the Small Investor ("Estratègies immobiliàries de Trump: Lliçons d’un multimilionari per al petit inversor"), escrit per George H. Ross (el seu assessor jurídic). No obstant això, segons altres fonts, Trump hauria pagat deu milions de dòlars per l'edifici.
El 1998, l'edifici va ser designat com a New York Landmark ("Monument de Nova York") per la Comissió per a la Preservació de Monuments Històrics de Nova York.
La torre va ser l'edifici més alt situat a la part central (enfront dels extrems, que solen ser solars més cobejats) d'una illa de cases a Nova York fins a la finalització del One57 el 2014.